# Plateforme d'adoption digitale
 (novembre 2023).
La mise en forme du texte ne suit pas les recommandations de Wikipédia : il faut le « wikifier ».
Les points d'amélioration suivants sont les cas les plus fréquents. Le détail des points à revoir est peut-être précisé sur la page de discussion.
- Les titres sont pré-formatés par le logiciel. Ils ne sont ni en capitales, ni en gras.
- Le texte ne doit pas être écrit en capitales (les noms de famille non plus), ni en gras, ni en italique, ni en « petit »…
- Le gras n'est utilisé que pour surligner le titre de l'article dans l'introduction, une seule fois.
- L'italique est rarement utilisé : mots en langue étrangère, titres d'œuvres, noms de bateaux, etc.
- Les citations ne sont pas en italique mais en corps de texte normal. Elles sont entourées par des guillemets français : « et ».
- Les listes à puces sont à éviter, des paragraphes rédigés étant largement préférés. Les tableaux sont à réserver à la présentation de données structurées (résultats, etc.).
- Les appels de note de bas de page (petits chiffres en exposant, introduits par l'outil «  Source ») sont à placer entre la fin de phrase et le point final[comme ça].
- Les liens internes (vers d'autres articles de Wikipédia) sont à choisir avec parcimonie. Créez des liens vers des articles approfondissant le sujet. Les termes génériques sans rapport avec le sujet sont à éviter, ainsi que les répétitions de liens vers un même terme.
- Les liens externes sont à placer uniquement dans une section « Liens externes », à la fin de l'article. Ces liens sont à choisir avec parcimonie suivant les règles définies. Si un lien sert de source à l'article, son insertion dans le texte est à faire par les notes de bas de page.
- La présentation des références doit suivre les conventions bibliographiques. Il est recommandé d'utiliser les modèles {{Ouvrage}}, {{Chapitre}}, {{Article}}, {{Lien web}} et/ou {{Bibliographie}}. Le mode d'édition visuel peut mettre en forme automatiquement les références.
- Insérer une infobox (cadre d'informations à droite) n'est pas obligatoire pour parachever la mise en page.

Pour une aide détaillée, merci de consulter Aide:Wikification.
Si vous pensez que ces points ont été résolus, vous pouvez retirer ce bandeau et améliorer la mise en forme d'un autre article.
 (novembre 2023).
Une plateforme d'adoption digitale (DAP, "Digital Adoption Platform" en anglais), est un outil logiciel automatisé qui se superpose à un logiciel métier ou application d'entreprise. Une DAP permet de faciliter l'intégration des utilisateurs ("onboarding"), de les guider sur la façon d'utiliser les logiciels internes de l'organisation ainsi que d'obtenir des informations sur l'interaction des utilisateurs avec l'interface de l'application.

## Composants
Une plateforme d'adoption digitale repose sur l'interface du logiciel métier pour lequel elle fournit de l'assistance et utilise des technologies telles que des guidages ou bien l'intelligence artificielle pour venir en aide aux employés dans leurs opérations quotidiennes et les orienter au moment où ils en ont le plus besoin. Une DAP fournit des guidages utilisateur automatisés ainsi que différents types d'aide interactives, assistances visuelles en superposition, et en fournissant un menu d'assistance et d'informations contextuelles "juste à temps" lorsque l'utilisateur navigue dans son application. La DAP peut également enregistrer les informations sur l'engagement des utilisateurs ainsi que les flux de travail sur le backend, afin que l'organisation puisse par la suite y accéder à l'aide de ses propres outils "analytics",.
Les DAP avancées sont souvent construites avec des outils de développement "low-code" ou"no code", permettant aux entreprises de créer des guidages et d'enregistrer des procédures de travail sans avoir à modifier le code logiciel sous-jacent.

## Usage
La DAP facilite la familiarisation des nouveaux employés avec leurs logiciels internes ("onboarding"), leur permettant d'apprendre à s'en servir sans avoir à les quitter, et en effectuant des tâches en temps réel dans l'application-même. L'usage de la DAP peut également être envisagé lorsqu’une application vient d'être installée ou mise à niveau. L’assistance automatisée personnalisée et contextuelle fournie par une DAP réduit la dépendance au support d'assistance et à la formation hors ligne (comme les LMS),,.
L'organisation peut obtenir des informations sur l'efficacité et l'efficience de son écosystème d'applications, permettant ainsi de comprendre et de corriger les lacunes de ses flux de travail. Les entreprises peuvent identifier les composants de l'application qui génèrent une expérience utilisateur insatisfaisante ou une faible productivité, puis procéder à la reconfiguration nécessaire ou bien décider d'une formation complémentaire pour les employés. L'utilisation de la DAP augmente la fidélisation et le taux d'engagement des utilisateurs, l'adoption des produits et le retour sur investissement des applications internes,,,.

## Défis
Différents employés d'une organisation peuvent avoir différents niveaux d'expérience dans l'utilisation des logiciels d'entreprise. Le DAP doit donc fournir des conseils ciblés et segmentés afin de pouvoir garantir que l'expérience utilisateur ne soit pas affectée par des informations de guidage excessives ou inadéquates,.

## Voir également
- Transformation numérique
- Automatisation des processus robotisés
- Systèmes électroniques d'aide à la performance
- Logiciel d'analyse de journaux Web